# Удима
У́дима — река в России, протекает в Приводинском городском поселении Котласского района Архангельской области. Длина реки составляет 85 км. Площадь водосборного бассейна — 842 км².
Севернее истока Удимы находится посёлок Удимский. Устье находится южнее деревни Ядриха. В XX веке впадала в протоку Удимский Полой. В настоящее время верхняя часть Удимского Полоя в межень пересыхает и Удима впадает в Малую Северную Двину в 1,5 км выше железнодорожного моста в Котласе.

## Данные водного реестра
По данным Государственного водного реестра России относится к Двинско-Печорскому бассейновому округу, водохозяйственный участок реки — Северная Двина от впадения реки Вычегда до впадения реки Вага, речной подбассейн реки — Северная Двина ниже места слияния Вычегды и Малой Северной Двины. Речной бассейн реки — Северная Двина.
Код объекта в государственном водном реестре — 03020300112103000025315.